# Fèlix de Nola (bisbe)
Fèlix de Nola, bisbe (mort a Nola el 95) és venerat com a sant per l'Església catòlica, amb festivitat pròpia el 15 de novembre.

## Origen de la llegenda
La llegenda sobre el sant dona poques dades verificables. En realitat, el protagonista de la Passio santi Felicis era el prevere Fèlix de Nola, que va viure dos segles després i que, mitjançant un desdoblament va esdevenir el primer bisbe de Nola. La història, però, diu que el bisbe Fèlix de Nola va ésser-ho entre el 473 i el 9 de febrer de 484, quan va morir. De fet, la consolidació del fals bisbe Fèlix va fer que el bisbe real fos conegut com a Fèlix II de Nola o Fèlix Junior.
El culte tributat al prevere Fèlix de Nola, va fer que els hagiògrafs medievals confonguessin l'un amb l'altre i creessin, per a explicar les contradiccions, una nova figura diferenciada, el primer bisbe Fèlix, que hauria viscut al segle i. La festivitat de "Felice episcopus et martyr", per a diferenciar-los, es va prescriure el 15 de novembre.

## Llegenda

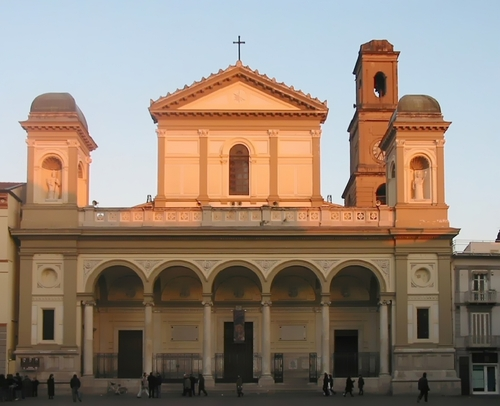
Catedral de Nola, sobre la pretesa tomba del sant.

La llegenda, descrita a una Passio santi Felicis tardana, explica que el jove Fèlix, nascut a Nola a mitjan segle i, va fer-se cristià i va demostrar, ja de jove, virtuts miraculoses: als quinze anys va alliberar un home endimoniat tot pregant. Va viatjar a Pèrsia i, en tornar a Nola, va ser pres pel governador Arquelau, a instància dels sacerdots pagans. Va ser interrogat al costat del temple on Fèlix va pregar i el temple va enfonsar-se: Arquelau, en veure el seu poder, va llençar-se als seus peus i li va demanar que el bategés i, amb ell, a tota la població, que nomenà Fèlix bisbe de la ciutat, el primer de tots.
L'any 95, ja regnant Valerià, va ser detingut pel prefecte Marcià i condemnat a mort. Fèlix va ser llençat als lleons però aquests no van voler atacar-lo. Després va ser llençat a un forn de carbons roents, però les cadenes de Fèlix van trencar-se i una pluja va apagar-ne el foc. El prefecte, llavors, va fer que el pengessin cap per avall i, després de tres dies de tortures, el va fer decapitar: era el 15 de novembre.
El seu cos va ser sebollit i amagat dintre d'un pou, al voltant del qual es va edificar la capella que esdevindrà després Catedral de Nola. Se n'encarregà el prevere Elpidi.
Ja apareix al martirologi de Lió de 806, amb festivitat el 27 d'agost, i al de Florus i Adó, que ja diu el 15 de novembre.

## Veneració a Nola
A Nola, les festes patronals són cada 15 de novembre, amb la processó d'un bust d'argent del sant on hi ha les suposades relíquies. Cada 15 de novembre, a través d'una esquerda al mur on hi ha la sepultura de Sant Fèlix, regalima un líquid anomenat Mannà: si no és així, els ciutadans pensen que l'any portarà desgràcies.

### Miracle de l'estàtua
Es diu que el 26 d'abril de 1872, durant l'erupció del Vesubi, el rostre i el braç de l'estàtua de marbre del sant es van girar cap a l'esquerra, protegint la ciutat de l'amenaça dels núvols de cendres i pedres. El 15 de novembre del mateix any, el bisbe de Nola va proclamar que havia estat un miracle real.